# Province de Daşoguz
La province de Daşoguz est une des cinq provinces du Turkménistan. Elle est située dans le nord du pays et bordée par l'Ouzbékistan. Sa capitale est la ville de Daşoguz.

Le site de Kunya-Urgench (Köneürgenç) est classé dans la liste du patrimoine mondial de l'UNESCO.

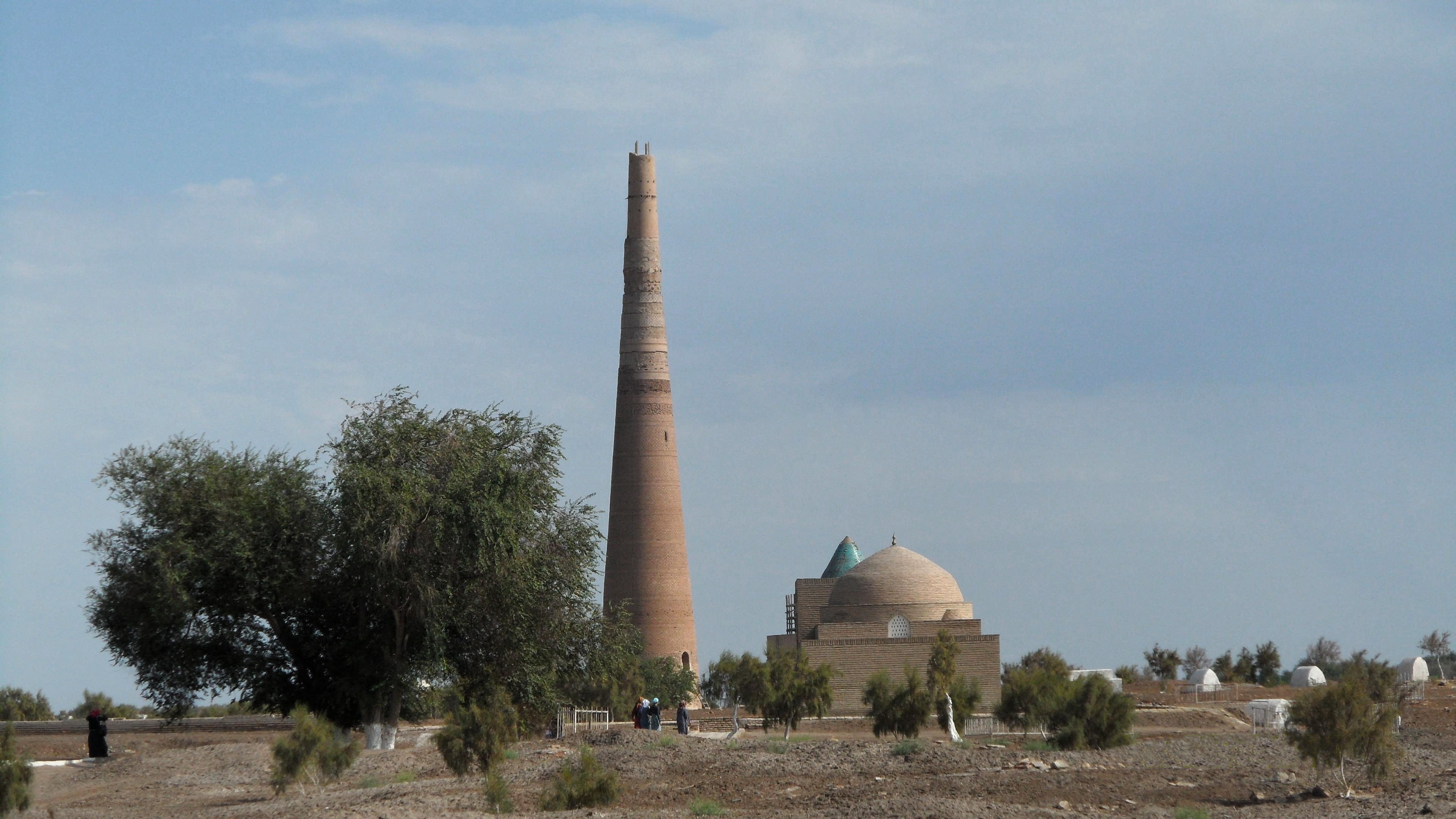
Le minaret de Kutlug Timur à Kunya-Urgench.

## Subdivisions
La province de Daşoguz est divisée en 8 etraplar (districts) et 1 ville :
- Villes :
  - Daşoguz

- Etraplar :
  - Akdepe
  - Boldumsaz
  - Görogly
  - Gubadag
  - Gurbansoltan Eje
  - Köneürgenç
  - Saparmyrat Nyýazow
  - Saparmyrat Türkmenbaşy